# Hellogoodbye
Hellogoodbye  é uma banda americana que é enquadrada em gêneros diferentes, como o indie rock ou o power pop, formada em Huntington Beach, Califórnia em 2001. Eles são parte do casting da gravadora Drive-Thru e têm atualmente um EP e um DVD lançados. OS quatro garotos são conhecida pela sua politíca de "faça você mesmo", pelas roupas chamativas e por ter um relacionamento particularmente próximo com seus fãs. A banda recentemente conquistou a fama devido a uma aparição no programa The Real World: Austin na MTV americana e por ter ganhado um concurso do canal acabo americano MTV2.

## História
A banda Hellogoodbye foi iniciada em 2001 como um projeto de gravação pelo estudante Forrest Kline da escola secundária de Huntington Beach. Com a ajuda do colega de escola Jesse Kurvink, Kline começou a gravar canções "power pop" sintetizadas em seu computador, que servia originalmente para entreter seus amigos. Entretanto, como cada vez mais canções apareciam no site MP3.com, o número de fãs da banda cresceu. De acordo com Kline, o nome da banda foi inspirado, obviamente, pela canção dos Beatles "hello goodbye", assim como uma linha da série da TV "Saved By the Bell".
Em 2002, sem ao menos ter uma música lançada, Hellogoodbye começou a se apresentar para  multidões em shows locais. Nos shows, o vocalista e guitarrista Kline e o tecladista Kurvink eram acompanhados na bateria por Parker Case, que mais tarde fundaria a ,agora extinta, banda JamisonParker, ou por Aaron Flora. Flora e o baixistat Marcus Cole logo se juntaram permanentemente, terminando a formação da banda. Hoje está com 6 cds, incluindo EP: Hellogoodbye EP, Zombies! Aliens! Vampires! Dinosaurs!, Remixes!, All Of Your Love, Ukulele Recordings e When We First Met. Fizeram covers das músicas "What's My Age Again?", "Dammit" e "All the Small Things", primeiramente gravadas pelo Blink 182.

### Hellogoodbye EP
Esse primeiro EP foi lançado em: 17 de agosto de 2004, seu produtor foi Forrest Kline. Todos os vocais e os instrumentos foram gravados apenas por Forrest Kline, exceto para os vocais na faixa 4, que foram realizadas por Jesse Kurvink.
Em 18 de março de 2004, logo após a banda conseguiu um contrato para Drive-Thru, as cinco primeiras faixas foram lançadas digitalmente, como o segundo de dois EP grátis para download. O "Hellogoodbye EP" foi baixado cerca de 300.000 vezes, enquanto o CD, emitido meio ano mais tarde, vendeu mais de 80.000 exemplares.
- 1.  "Shimmy Shimmy Quarter Turn (Take It Back To Square One)" (Forrest Kline, Jesse Kurvink) – 3:13
- 2. "Call N' Return (Say That You're Into Me)" (Kline) – 2:17
- 3. "Bonnie Taylor Shakedown 2K1" (Kurvink) – 2:33
- 4. "Jesse Buy Nothing… Go to Prom Anyways" (Kurvink) – 2:50
- 5. "Dear Jamie… Sincerely Me" (Kline) – 8:34
- 6. "Bonnie Taylor Shakedown 2K4" (Kurvink) – 2:32

Re-issue Bonus Tracks
- 7. "Shimmy Shimmy Quarter Turn (Take It Back To Square One)" (Demo) – 3:01
- 8. "Shimmy Shimmy Quarter Turn (Take It Back To Square One)" (Gm Og Mix) – 3:03
- 9. "Call N' Return (Say That You're Into Me)" (Demo) – 2:18
- 10. "Bonnie Taylor Shakedown… 2K1" (Demo) – 2:35
- 11. "Bonnie Taylor Shakedown… 2K1" (Gm Og Mix) – 2:37
- 12. "Asking Jessica To Be Official" – 1:16
- 13. "Jesse Buy Corsage" (Prequel To Jesse Buy Nothing) – 2:21
- 14. "In Da Club" (Promo For Chain Show) – 0:46
- 15. "Welcome To My Record" (Gm Og Mix) – 1:59
- 16. "One Armed Scissor" (Voicemail By: Turtle) – 0:54
- 17. "Trevor Roolz (A Lot)" (Gm Og Mix) – 0:32
- 18. "Lindsay Pai Ala Mode" (Or Songs For Lindsay Pai) – 4:19
- 19. "Oh Karissa, How I Miss Ya" (Gm Og Mix) – 0:40
- 20. "Oh, Angie" (Demo) – 1:13
- 21. "Oh, Angie" (Gm Og Mix) – 0:54

### Zombies! Aliens! Vampires! Dinosaurs!
É o primeiro álbum completo do Hellogoodbye. Foi lançado em 8 de agosto de 2006 pelo Drive-Thru Records. A gravação do álbum acabou em março de 2006. A arte da capa foi feito por LeDouxville. Venda de 40.057 unidades em sua primeira semana, o álbum estreou em # 13 na Billboard 200, em # 1 na parada de álbuns independentes e em # 1 na parada de álbuns da Internet. O primeiro single é "Here (In Your Arms)", com o videoclipe dirigido por Scott Culver. Em abril de 2007, o álbum vendeu 343.569 cópias nos Estados Unidos. Foi lançado no Reino Unido em 21 de maio de 2007, onde estreou em # 17 no UK Albums Chart.
- 1. "All of Your Love" Kline 2:56
- 2. "Here (In Your Arms)" Kline 4:00
- 3. "All Time Lows" Kline 2:44
- 4. "Stuck to You" Kline 2:44
- 5. "Homewrecker" Kline 2:31
- 6. "Oh, It Is Love" Kline 4:00
- 7. "Baby, It's Fact" Kline 3:17
- 8. "Figures A and B (Means You and Me)" Kline, Kurvink 2:21
- 9. "I Saw It on Your Keyboard" Kline, Kurvink 3:03
- 10. "Touchdown Turnaround (Don't Give Up on Me)" Kline, Kurvink 2:30
- 11. "Two Weeks in Hawaii" Kline 4:51

### Remixes!
Lançado em 7 de Novembro de 2006, pela Drive-Thru, Forrest Kline foi o produtor.
Remixes! é um remix EP do Hellogoodbye. Disponível apenas online.
- 1.  "Here (In Your Arms)" (Young Americans Remix) (Forrest Kline) – 5:20
- 2. "Here (In Your Arms)" (Club Mix) (Kline) – 2:17
- 3. "Baby, It's Fact" (Down Mix) (Kline) – 3:22
- 4. "All of Your Love" (A Cappella) (Kline) – 2:29

### All Of Your Love
Lançado em 2007, na gravadora Drive-Thru, escrito por Forrest Kline, com o propósito de mostrar remixes e gravações de uma única música, All Of Your Love.

### Ep/DVD Split(Album)
- 1.	Shimmy Shimmy Quarter Turn (take It Back To Square One) [ep Version]	3:03
- 02.	Call N Return (say That You're Into Me) [ep Version]	2:18
- 03.	Bonnie Taylor Shake Down…2k1 (ep Version)	2:38
- 04.	Jesse Buy Nothing…go To Prom Anyways (ep Version)	2:51
- 05.	Dear Jamie…sincerely Me (ep Version)	8:35
- 06.	Bonnie Taylor Shake Down…2k4	2:32
- 07.	Shimmy Shimmy Quarter Turn	3:03
- 08.	Shimmy Shimmy Quarter Turn (take It Back To Square One) [gm Og Mix]	3:03
- 09.	Call N Return	2:18
- 10.	Bonnie Taylor Shake Down…2k1 (demo)	2:38
- 11.	Bonnie Taylor Shake Down…2k1 (gm Og Mix)	2:38
- 12.	Asking Jessica To Be Official (ep Version)	1:17
- 13.	Jessie Buy Corsage (prequel To Jesse Buy Nothing)	2:21
- 14.	In Da Club - Promo For Chain Show	0:46
- 15.	Welcome To My Record (gm Og Mix)	1:60
- 16.	One Armed Scissor (voicemail By Turtle)	0:54
- 17.	Trevor Roolz (a Lot) [gm Og Mix]	0:32
- 18.	Lindsay Pai Ala Mode - Or Songs For Lindsay Pai	4:20
- 19.	Oh Karissa, How I Miss Ya (gm Og Mix)	0:40
- 20.	Oh, Angie	0:55
- 21.	Oh, Angie (gm Og Mix)

### Ukulele Recordings
Lançado em 2008, pela Drive-Thru.
- 1. "The Thoughts That Give Me the Creeps"
- 2. "Betrayed by Bones"
- 3. "Everyday" (Buddy Holly cover)

### When We First Met EP
Lançado em 2009.
Seus extras e DVDs contam com: Live at the Avalon (Boston, Massachusetts em 6 de Maio de 2007), OMG HGB DVD ROTF (22 de Novembro de 2005), Zombies! Aliens! Vampires! Dinosaurs! And More! - entre outros.

## Membros
- Forrest: vocal & guitarra
- Travis: baixo
- Joseph: teclado
- Aaron: bateria
- Andy: guitarra
- Danny: trombone, percussão